# 猪苗代緑の村
猪苗代緑の村（いなわしろみどりのむら）は、福島県猪苗代町にあるテーマパーク。1989年（平成元年）に開園し、猪苗代町が運営している。

## 営業時間・休園日・入園料
- 開園時間
  - 午前9時 - 午後5時（4月中旬 - 11月末日）
- 休園日
  - 毎週水曜日
- 入園料
  - 無料

## 主な施設

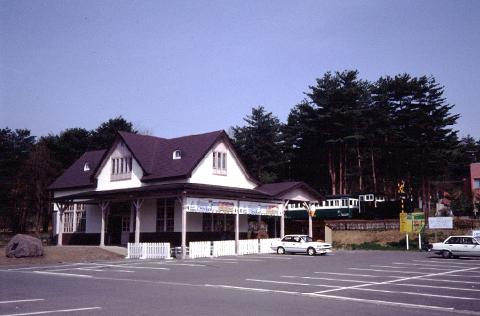
旧・翁島駅本屋（1993年5月5日）

- アクアマリンいなわしろカワセミ水族館（旧・いなわしろ淡水魚館）
- 緑の村展示館
- 軽便鉄道 - 旧磐梯急行電鉄の車両を展示。
- 釣堀
- 駅舎亭 - JR磐越西線翁島駅の旧駅舎（移築保存）を利用したそば屋。
- バーベキューハウス
- 創作体験館わくわく

また、付近には町営牧場、昭和の森森林公園、表磐梯温泉、魚つかみどり池広場、体験農園等がある。

## 所在地
- 福島県猪苗代町長田字東中丸344-4

## 交通機関
- 鉄道：最寄駅はJR磐越西線猪苗代駅。タクシーで約15分。
- 車：磐越自動車道猪苗代磐梯高原ICから約15分。
- 駐車場：あり